# Національний шпиталь неврології та нейрохірургії (Велика Британія)
Національний шпиталь неврології та нейрохірургії (англ. National Hospital for Neurology and Neurosurgery, неофіційно англ. NHNN, The National, Queen Square) — це лікувальний заклад неврологічного та нейрохірургічного профілю у Лондоні, (Велика Британія), перший шпиталь в Англії, заснований для лікування виключно захворювань нервової системи.